# De Ramblas (Barcelona)

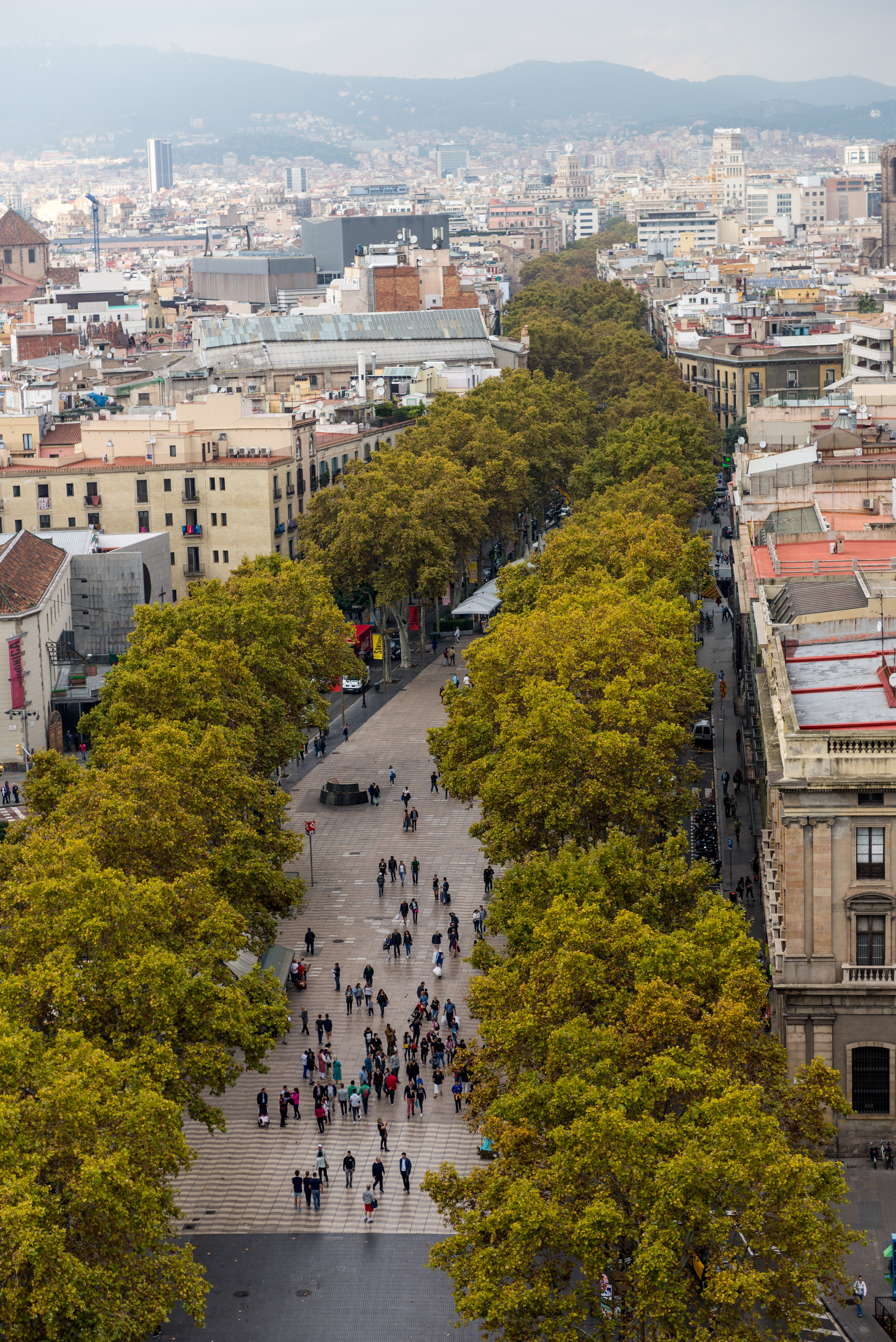
La Rambla gezien vanuit zuidelijke richting

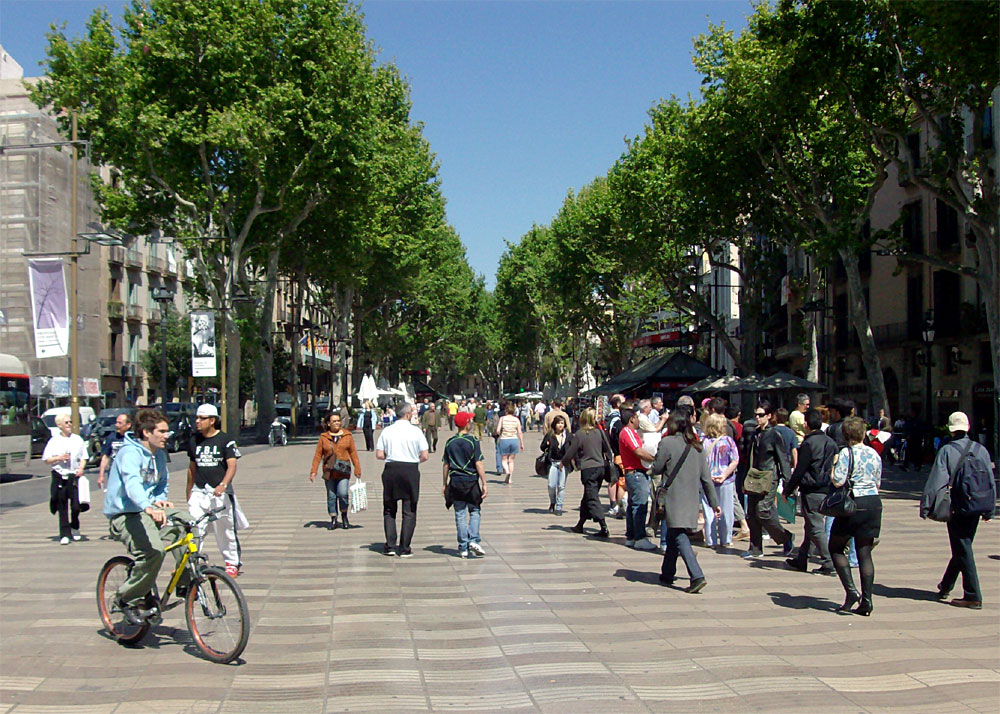
Wandelaars op La Rambla

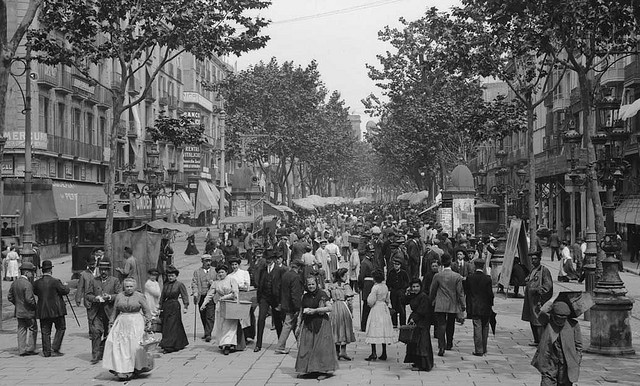
De Ramblas in 1905

De Ramblas (Spaans: La Rambla, ook las Ramblas; Catalaans: Les Rambles) is een bekende en populaire, ruim 1200 meter lange straat in het centrum van Barcelona.

## Beschrijving
La Rambla was oorspronkelijk een droge rivierbedding die bij hevige regens het water van de bergen naar de zee leidde.
Nu is de Ramblas een brede, drukke en gezellige boulevard die in het midden alleen toegankelijk is voor voetgangers en die in zuidoostelijke richting loopt, van het Plaça de Catalunya tot aan Port Vell, het oudste gedeelte van de haven van Barcelona. De lengte van de Ramblas is ruim 1200 meter. De Ramblas is een belangrijk verkeersknooppunt voor het openbaar vervoer met bushaltes en ondergrondse metro- en treinstations. Aan beide kanten van de Ramblas naast het voetgangersgedeelte is een gedeelte met druk stadsverkeer. De Ramblas is opgedeeld in vijf delen, waardoor Spanjaarden zowel spreken van "La Rambla" (enkelvoud) als "Las Ramblas" (meervoud). De ramblas trekt ook vele toeristen aan.

## Onderdelen van de Ramblas
Hieronder zijn de Catalaanse namen gebruikt.

### Rambla Canaletes
Dit is het jongste deel van de Ramblas en hier bevindt zich de fontein van Font les Canaletes. Volgens de legende komt men in Barcelona zeker terug indien men een slok neemt uit deze fontein.

### Rambla Estudis
Het tweede gedeelte van de Ramblas staat bekend als het Rambla dels Estudis en is vernoemd naar het vroegere academische 16e-eeuwse instituut Estudis Generals. De voornaamste bezienswaardigheden langs dit deel van de Ramblas zijn het Reial Academia de Ciences i Arts, het Tobacos de Filipinas, Esglesia de Betlem, het Palau Comillas (Palau Moja).

### Rambla St. Josep
Dit gezellige stuk bevat veel bloemenstalletjes.
Dit gedeelte van de Ramblas is vernoemd naar het klooster dat hier tot de 19e eeuw stond. De voornaamste bezienswaardigheden zijn hier het palau de la Virreina, het Mercat de la Boqueria, het Antiga Casa Figueres, Musee de L'Erotica, Antiga Casa del doctor Genove en het Casa Bruno Quadros.

### Rambla dels Caputxins
Dit gedeelte van de Ramblas is eveneens vernoemd naar een klooster dat hier vroeger stond. De meest interessante bezienswaardigheden aan dit gedeelte van de Ramblas zijn: Gran Teatre del Liceu, Hotel Oriente, Placa Reial, Palau Guell. Tussen dit gedeelte van de Ramblas en het meer zuidelijke gedeelte La Rambla dels Caputxins ligt in westelijke richting de rosse buurt Barri Xines.

### Rambla Santa Mònica
Ook dit gedeelte van de Ramblas is vernoemd naar een voormalig klooster dat zich hier bevond en dat nu door het leven gaat als het Centre d’Art Santa Monica. Dit gedeelte is het meest zuidelijke van de Ramblas en loopt tot aan de oude haven Port Vell. Een andere bezienswaardigheid in dit gedeelte is het Museo de Cera.
De Ramblas loopt van de Plaça de Catalunya tot aan het Monument van Columbus aan de oude haven. Deze buurt is dag en nacht actief en is belangrijk voor Barcelona.
Men vindt er terrasjes, dagbladenkiosken, verkopers van vogels en van reptielen, bloemenstandjes en vooral veel artiesten die hun kunsten laten zien. Bij deze laatste zijn levende standbeelden, die deze laan haar typerende karakter geven. Er zijn ook veel tekenaars die mensen in karikatuur natekenen of juist heel precies.

## Bijzonderheden
- Op de Ramblas vielen bij een aanslag op 17 augustus 2017 een aantal doden en ruim honderd gewonden toen een bestelwagen op de wandelende menigte inreed.[1]

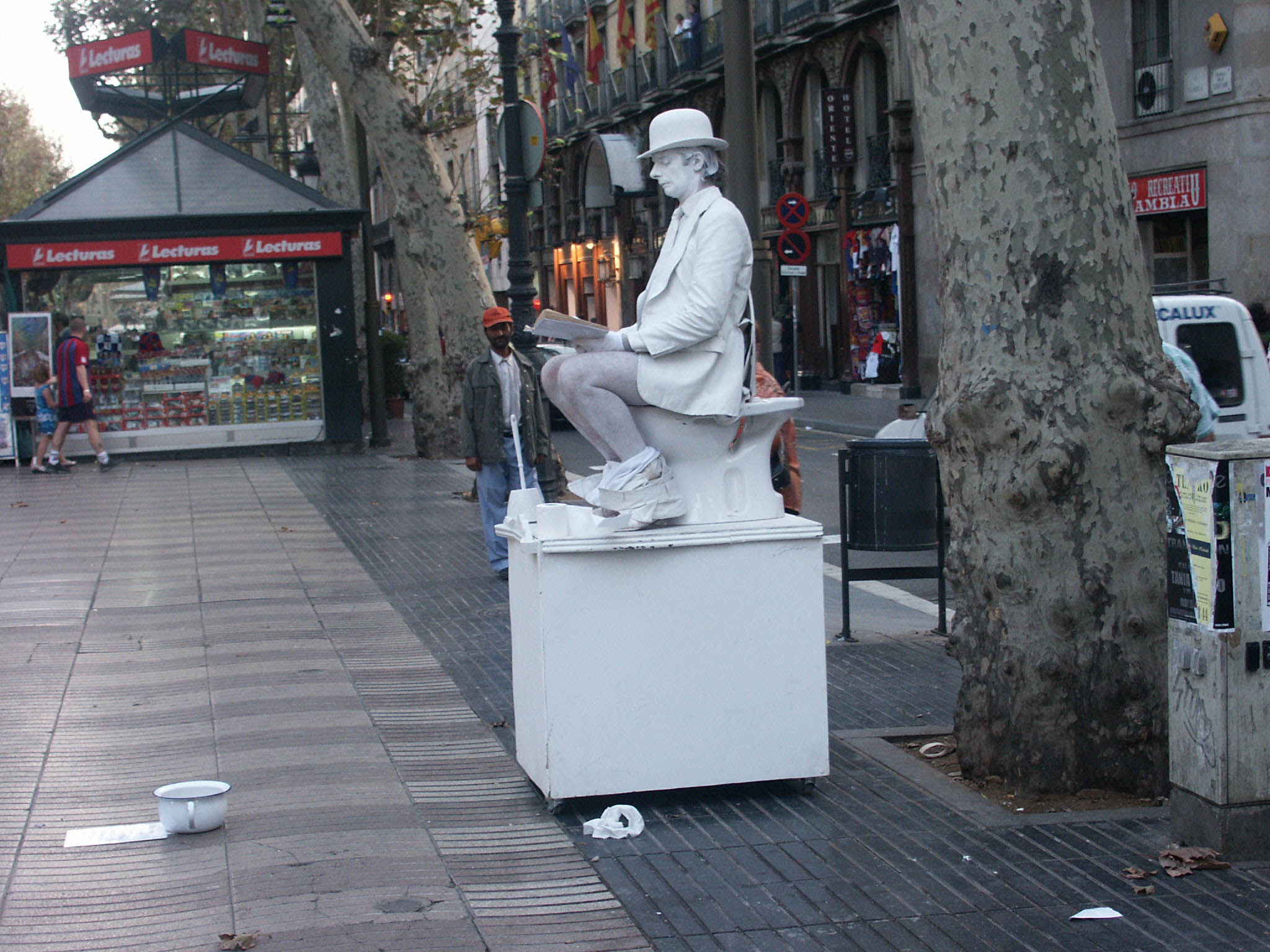
Levend standbeeld
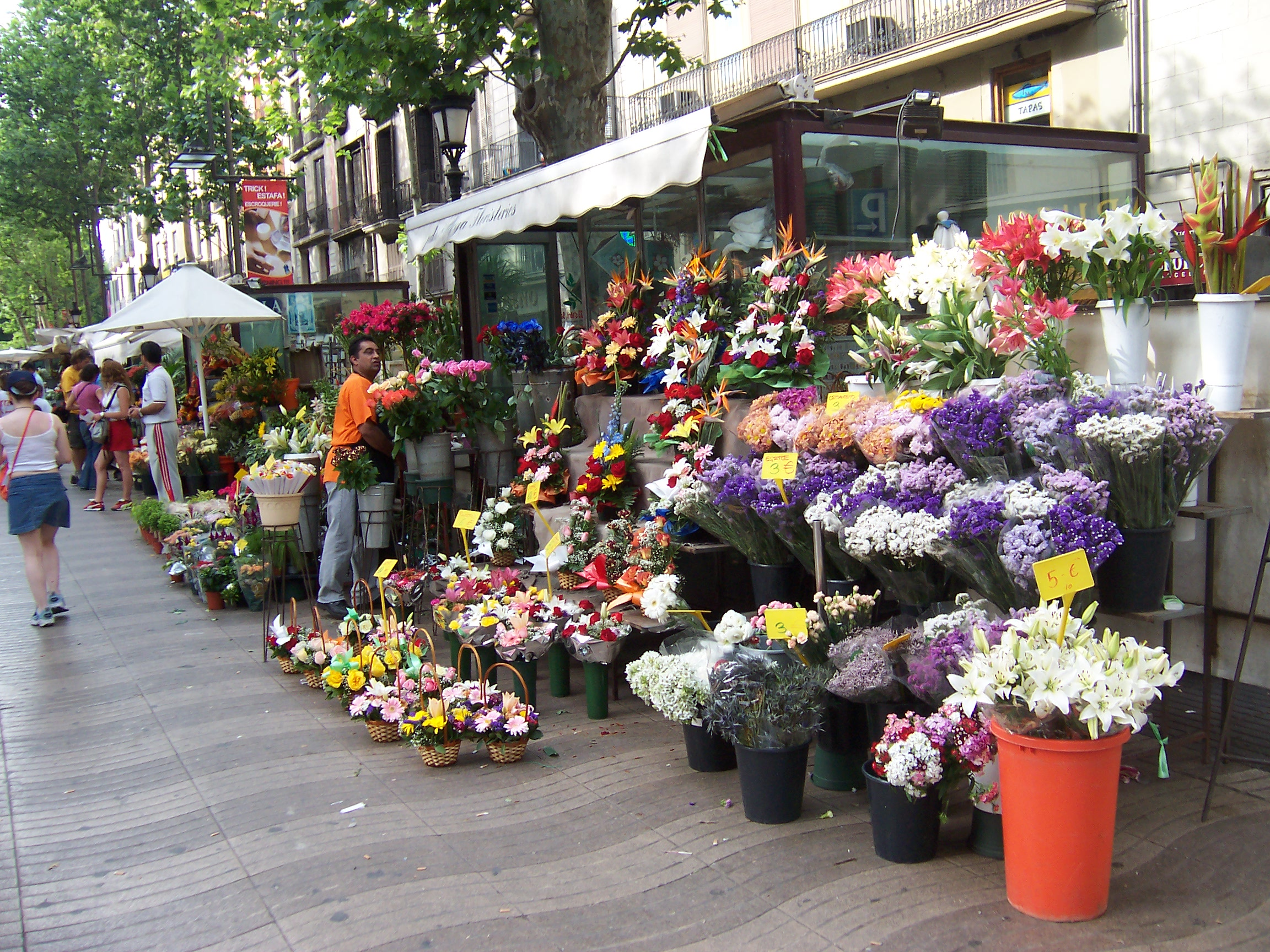
Bloemenstal
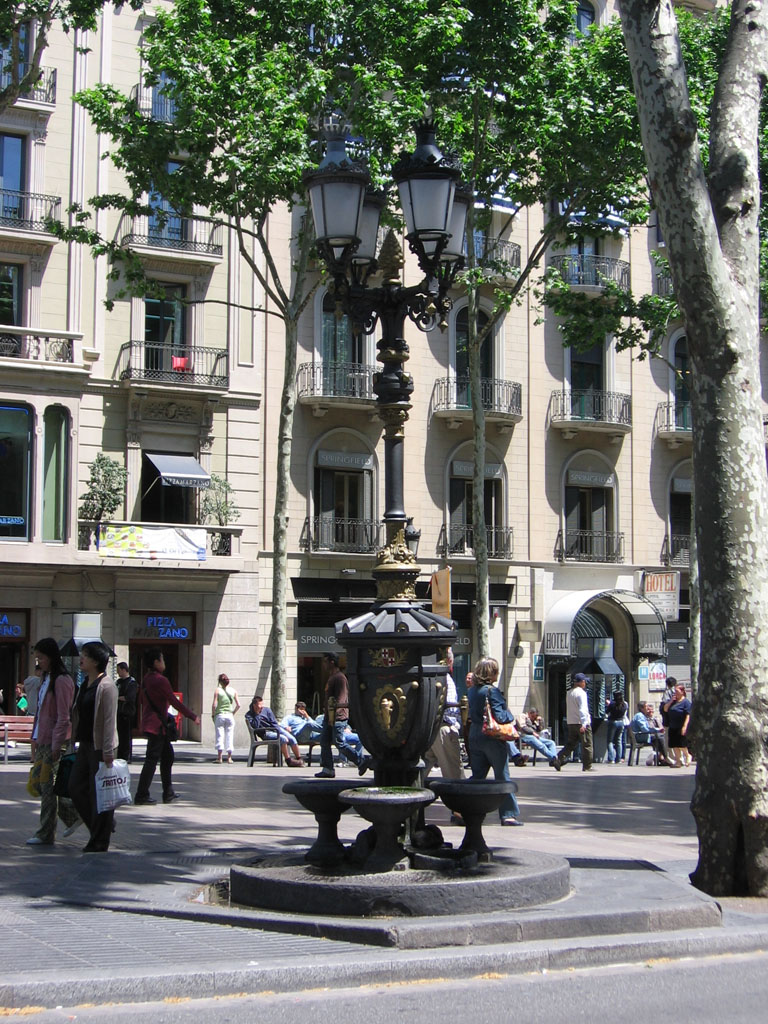
Font de Canaletes, een 19e-eeuwse, gietijzeren fontein met straatlantaarn in het noordelijk deel van de straat, bij Plaça de Catalunya
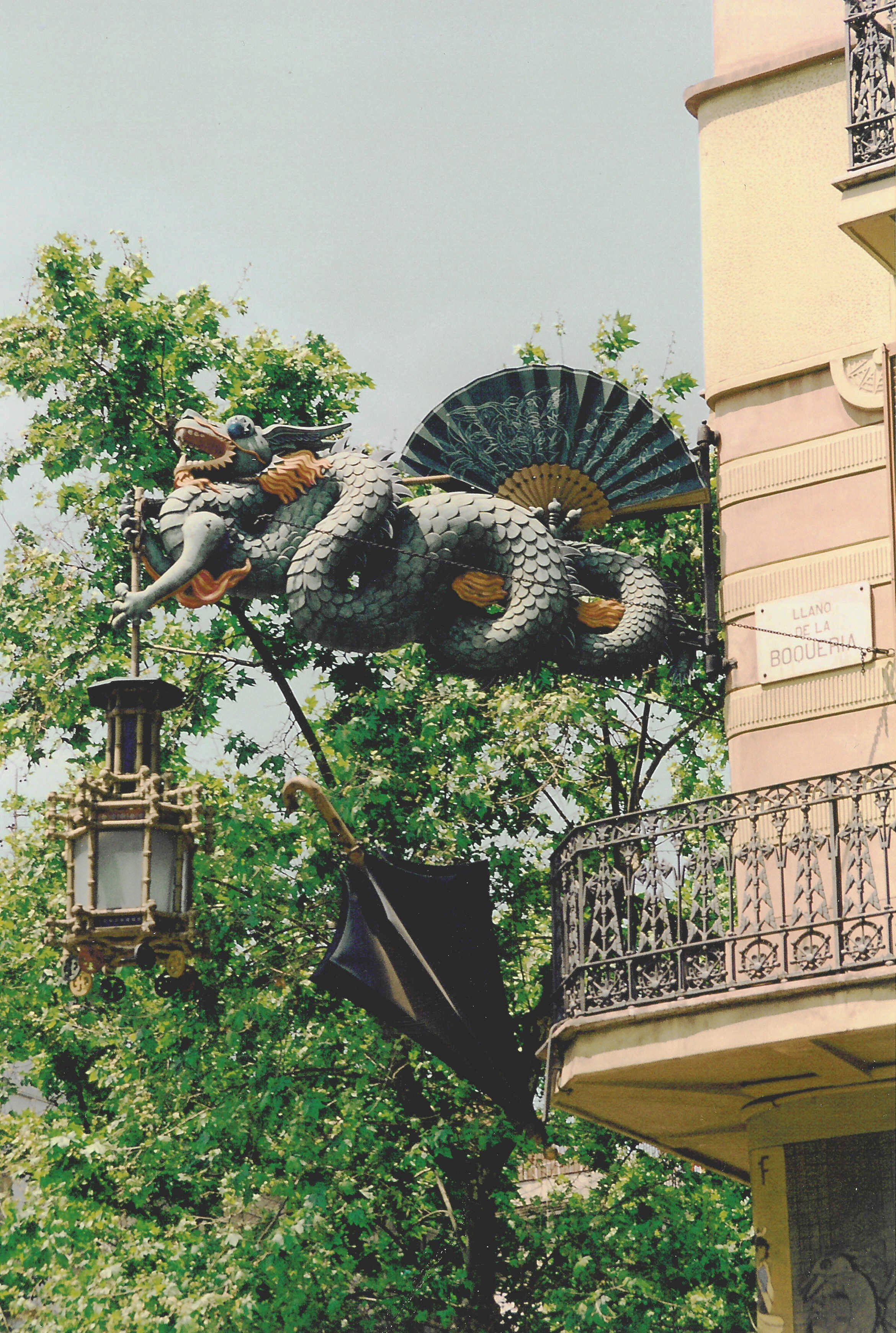
Draak aan de gevel van Casa Bruno Cuadros